# Bioremédiation
 (janvier 2017).
Si vous disposez d'ouvrages ou d'articles de référence ou si vous connaissez des sites web de qualité traitant du thème abordé ici, merci de compléter l'article en donnant les références utiles à sa vérifiabilité et en les liant à la section « Notes et références ».
La bioremédiation consiste en la décontamination de milieux pollués au moyen de techniques issues de la dégradation chimique ou de l'activité d'organismes vivants.

## Introduction
Empiler et humidifier des résidus organiques permet la décomposition biologique : un processus connu comme le compostage de déchets organiques. La technologie a été étendue pour inclure le traitement de déchets alimentaires, de déchets agricoles et d'eaux usées. Plus récemment, la bioremédiation a été appliquée au traitement de déchets dangereux. L'idée est de permettre la remédiation des sols pollués et des eaux usées.

## Techniques de bioremédiation

### Atténuation naturelle contrôlée

#### Principe
Suivi passif de la diminution des teneurs en polluants par le biais des processus naturels :
- Dégradation par la microfaune
- Dilution
- Absorption
- Évaporation

#### Méthode
Il s'agit de laisser les micro-organismes du sol décontaminer naturellement le milieu. Le contrôle et la vérification des conditions de l’évolution se font grâce à des puits d’observation.

### Bioaugmentation

#### Principe
La bioaugmentation est une technique mettant en œuvre des micro-organismes (généralement des bactéries, nématodes, protozoaires, champignons) afin de traiter des zones touchées (sol et eau) par divers polluants carbonés, azotés ou phosphorés.
Les micro-organismes déjà présents dans les sols ou l’eau ne sont pas capables de dépolluer, c’est pourquoi l’utilisation de micro-organismes extérieurs est nécessaire. Il est possible que des modifications génétiques soient apportées aux souches inoculées afin d’améliorer ou de permettre la dépollution. L’utilisation de la bioaugmentation a pour exemple principal le traitement des eaux des villes par des boues actives (stations d’épuration).
Les micro-organismes présents dans ces boues vont utiliser les polluants comme source d’énergie ainsi que de l’oxygène, c’est pourquoi il est nécessaire d’aérer les boues activées afin de permettre la survie et la croissance des micro-organismes.

#### Méthode
Ajout direct de micro-organismes pouvant décomposer les contaminants et en accélérer la destruction.

## Techniques de biostimulation

### Bioventing

#### Principe
Le venting est un procédé adapté au sol perméable (sableux) et principalement pour la dépollution des composés volatils. Le sol est mis en dépression par aspiration, l’air humide provenant du sol est alors aspiré, passé par une chambre de condensation et ensuite passé par un biofiltre (support bactérien) ou sur charbon actif où les polluants seront alors dégradés. L’air est ensuite contrôlé et rejeté à l’extérieur.
Le bioventing est une variante du venting. Dans ce procédé, en plus de la ventilation classique on réalise une aération forcée du sol non saturé, cette circulation d’air amène un apport d’oxygène ce qui favorise le développement des micro-organismes présents dans la terre et donc la dégradation des polluants.

#### Applicabilité
Ce procédé est utilisé de préférence dans la zone vadose lorsque celle-ci se compose de matériaux perméables à semi-perméables comme le sable, le gravier, le limon grossier. Les polluants potentiellement concernés par le bioventing sont les COV et les SCOV.
Certains solvants chlorés comme le TCE, le TCA, le DCE peuvent être dégradés par cométabolisme.
Dans la zone non saturée, le traitement par extraction sous pression réduite ne s’adresse qu'aux polluants en équilibre entre la phase solide et la phase gazeuse et éventuellement la phase dissoute. Une phase liquide non aqueuse peut également être concernée par ce traitement si elle est uniquement constituée de composés organiques volatils.
Une pollution constituée par la partie d’une phase organique libre retenue par le sol lors de sa migration en profondeur, peut être aussi à l’origine d’une saturation des pores. La présence d’une telle phase peut limiter très fortement l’efficacité du traitement en diminuant la perméabilité de la zone, l’air aura tendance à contourner cette zone.

#### Maturité
Cette technique est couramment employée sur les sites présentant des hydrocarbures volatils à semi-volatils biodégradables. Cette technique est utilisée par la majorité des acteurs. La maîtrise et la fiabilité de cette technique sont étroitement liées à la qualité de l’étude initiale sur la structure du sol et la caractérisation de la pollution.

#### Efficacité
Le rendement de ce procédé varie fortement en fonction des conditions du milieu, il peut dans certains cas atteindre plus de 90%.
La cinétique de biodégradation est le facteur limitant le plus contraignant.

### Biosparging

#### Principe
Le biosparging consiste à injecter de l'air dans l'eau souterraine pour volatiliser les polluants de la zone saturée. En parallèle la dissolution d'air dans la phase aqueuse permet d'améliorer la dégradation aérobie de certains polluants. Cette technique est souvent couplée au bioventing.

#### Applicabilité
Cette technique est particulièrement adaptée aux composés facilement biodégradables sur des matériaux perméables à semi-perméables comme le sable, le gravier, le limon grossier.
Elle s'applique aux polluants suivant :
- BTEX[2],
- Carburants pétroliers (pétroles, HAP),
- COV (TCE, TCA, DCE), COHV, SCOV, SCOHV.

D'ailleurs, les molécules de TCE, TCA, et de DCE  peuvent être dégradées par cométabolisme via l'injection de méthane notamment.

#### Maturité
Cette technique est couramment employée sur les sites présentant des hydrocarbures volatils à semi-volatils biodégradables. La maîtrise et la fiabilité de cette technique sont étroitement liées à la qualité de l’étude initiale sur la structure du sol et la caractérisation de la pollution.

#### Efficacité
Le rendement de ce procédé varie fortement en fonction des conditions du milieu et du type de polluant ; il peut dans certains cas atteindre plus de 90%.
La cinétique de biodégradation est le facteur limitant le plus contraignant.

### Biotertre

#### Principe
Le biotertre (ou biopile) consiste à mettre des sols pollués en tas en vue d’un traitement biologique. Pour ce faire, les sols pollués font généralement l’objet d’un amendement et les conditions dans le biotertre sont contrôlées (aération, ajouts de nutriments …).

#### Applicabilité
Le biotertre s’applique à des sols pollués par les produits pétroliers de type gasoils, fuels, kérosène. Les COHV,SCOV, pesticides, certaines coupes pétrolières lourdes (HAP, huiles organiques …) peuvent aussi, dans certaines conditions, être traités mais avec des rendements épuratoires plus faibles.
Les traitements en biotertre s’appliquent de préférence à des pollutions inférieures à 15-20 000 mg/kg de d'hydrocarbures pour les produits pétroliers « classiques ».

#### Maturité
Cette technique est couramment employée sur les sites présentant des hydrocarbures volatils à semi-volatils biodégradables. Le biotertre est très largement utilisé pour les dépollutions en site. Les biocentres (centres de traitement biologique) sont environ une vingtaine en France.

#### Description
Le procédé nécessite au préalable une excavation. Les sols pollués sont mélangés avec un amendement (agent structurant) et sont par la suite dirigés vers une aire de traitement contenant au moins un système de collecte de lixiviats et des unités d’aération (extraction ou insufflation d’air) afin d’optimiser le transfert de l’oxygène et la stimulation de la biodégradation. La biodégradation est contrôlée (température, taux d’humidité, nutriments, oxygène, pH).
Les biotertres sont le plus souvent recouverts par une géomembrane imperméable afin de limiter les infiltrations d’eaux pluviales, la volatilisation des polluants, le maintien/l’augmentation de la température. Les lixiviats sont en partie recyclés et en partie traités sur site avant d’être rejetés. Les rejets atmosphériques sont traités si nécessaire (présence de COV notamment).
La dégradation biologique est, la plupart du temps, réalisée par biostimulation.
D'une manière générale, les tas ne dépassent pas 3 m de hauteur afin d’éviter le compactage et une trop grande déstructuration.

#### Efficacité
Le rendement de ce procédé varie fortement en fonction des conditions du milieu ; il peut dans certains cas atteindre plus de 90% si le temps de traitement est suffisamment long.

### Bioslurping
Le Bioslurping consiste à créer une dépression à l'interface entre le polluant flottant et la nappe. Le polluant peut être ainsi extrait pour traitement et dégradation hors-site

### Traitement biologique aérobie in situ
Ce traitement consiste à aérer des parties polluées (sols pauvres en O2) par injection ou aspersion d'une solution riche en oxygène et en nutriments. La solution injectée ou aspergée va favoriser les phénomènes de cométabolisme.

## Utilisation des bactéries et des micro-organismes

### Bactérie dégradant les nitrates
La bactérie Pseudomonas halodenitrificans est capable de dégrader les nitrates. Ces derniers, utilisés en agriculture sous forme d'engrais, deviennent une menace pour la qualité de l'eau lorsqu'ils sont répandus dans l'environnement. La bactérie est capable pour respirer d'utiliser des nitrates qu'elle transforme par réduction en azote moléculaire, élément gazeux inerte, qui retourne dans l'atmosphère et ne présente plus de danger de pollution. Cette capacité à réduire les nitrates en azote moléculaire (dénitrification) est très répandue chez les bactéries. Elle est mise en œuvre dans les stations d'épuration pour éliminer l'azote des eaux usées après une étape de nitrification de l'azote organique et ammoniacal en nitrate.

### Micro-organismes contre les mauvaises odeurs
Ils sont capables d'éliminer les effluents gazeux simples ou composés organiques volatils (COV) : solvants, composés soufrés et azotés, aldéhydes, cétones, etc dont le principal inconvénient est leur odeur désagréable.
Pour être purifié, l'air pollué traverse un filtre à ruissellement alimenté en continu par un bioréacteur qui contient des micro-organismes spécialisés dans la dégradation de ces polluants. Le rendement est supérieur à 99 % pour les dérivés soufrés. Pour les dérivés azotés, les acides organiques, les aldéhydes / cétones et les autres COV, l'efficacité est supérieure à 80 %. Autre avantage : entièrement biologique, cette technique produit très peu de résidus.
Cette technique s'adresse principalement aux industries agro-alimentaires, aux stations d'épuration et aux centres de traitement des déchets solides.

### Quelques exemples
Quelques micro-organismes capables de dépolluer :
- Nitrates : Comamonas, Hyphomicrobium
- Phosphates : Acinetobacter, Moraxella
- Pesticides : Enterobacter
- Dioxines : Brevibacterium
- Cyanides : Thiobacillus, Rhizoctonia
- Composés soufrés : Thiobacillus
- Caoutchouc : Sulfolobus, Rhodococcus, Thiobacillus
- Huiles, graisses : Pseudomonas, Xanthomonas, Bacillus
- Hydrocarbures : Acinetobacter, Flavobacterium, Bacillus, Pseudomonas,Achromobacter, Arthrobacter
- Métaux lourds : Saccharomyces, Rhizopus, Chlorella, Thiobacillus, Zoogloea[3]

## Phytoremédiation

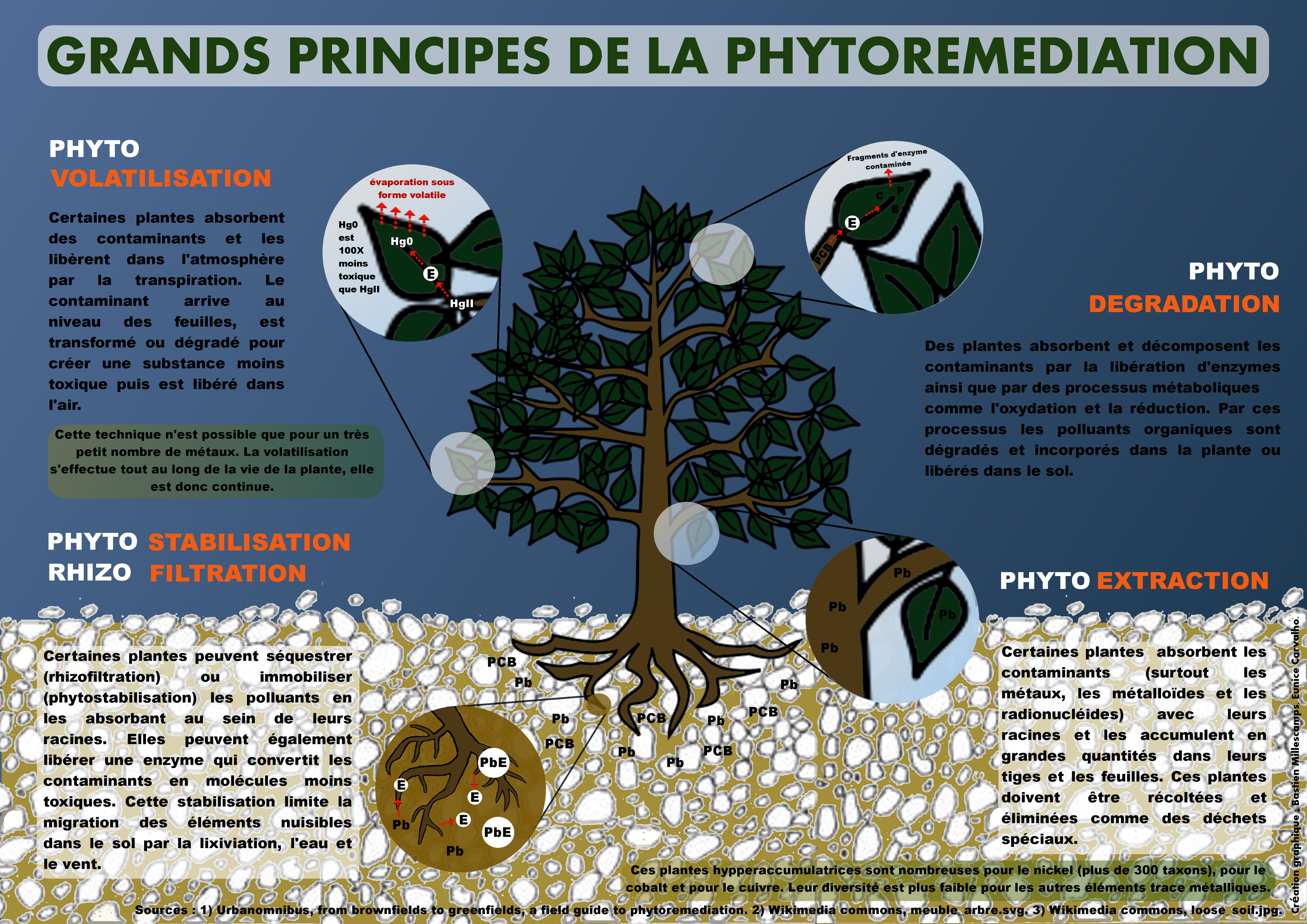
Grands principes de la phytorémédiation

La phytoremédiation est un procédé basé sur l’utilisation des plantes pour dépolluer un sol. En effet, certaines plantes sont capables de fixer dans leurs cellules des polluants présents dans les sols contaminés. Elles ont la propriété d’accumuler et de tolérer des niveaux extrêmement élevés de métaux, par exemple, dans leurs tissus et dans leurs parties aériennes.
On distingue plusieurs stratégies dans la phytoremédiation :

### Phytostabilisation
La phytostabilisation consiste à immobiliser la pollution, c’est donc une méthode qui permet de limiter les polluants. Il s’agit d’installer un couvert végétal avec des espèces tolérant les polluants. Les racines de la plante combinées à des additifs capables d’immobiliser les métaux vont précipiter, absorber ou piéger les polluants contenus dans le sol. La présence de ces plantes permet de réduire les processus d’érosion et de ruissellement de particules porteuses de polluants et les processus d’entrainement de ces polluants en profondeur. Cependant, grâce à cette technique, les métaux sont seulement piégés dans la plante donc le sol n’est finalement pas réellement dépollué.

### Phytoextraction
La phytoextraction : c’est ce que font les plantes hyperaccumulatrices : elles sont capables d’accumuler plus de 1 % de métaux dans leurs tissus. Il en existe environ 400 espèces.
Cette technique permet l’utilisation des plantes pour traiter les sols pollués par les métaux notamment. La pollution par les métaux est une des plus difficiles à traiter car ils ne sont pas biodégradables. Les polluants sont absorbés par les racines mais sont amenés vers les parties aériennes où ils sont accumulés. Les plantes sont donc ensuite fauchées et stockées dans un endroit prévu à cet effet puis incinérées. Les cendres de ces plantes peuvent être ensuite prises en charge par la métallurgie ou elles seront recyclées. On distingue deux types de phytoextraction : la phytoexctraction continue (celle qui se produit naturellement) et la phytoextraction induite (celle qui se produit en présence de chélateurs). Pour que cette technique soit efficace il faut que les plantes produisent beaucoup de biomasse.
Exemple :
- Thlaspi caerulescens, hyperaccumulateur de zinc préférentiellement, accumulateur de plomb et de cadmium dans le feuillage.
- Niemeyera acuminata, accumulatrice de nickel dans la sève (plus de 20 %).
- Pensée caliminaire (Viola calaminaria), plante croissant sur des terrains riches en plomb et en zinc et qui emmagasine donc ces métaux).

### Phytodégradation
La phytodégradation consiste à accélérer la dégradation des composés organiques polluants grâce aux plantes. Elle concerne donc les composés organiques et les hydrocarbures. Les polluants sont transformés en substances non toxiques par des réactions enzymatiques dans le sol ou dans la plante.
Exemple :
Stimulation des micro-organismes du sol par l’action conjointe des hydrocarbures et des exudats de rhizophère du maïs.

### Phytovolatilisation
La phytovolatilisation consiste en une dépollution des métaux. À la différence de la phytoextraction, elle regroupe seulement la dépollution de quelques métaux comme le mercure, le sélénium et hypothétiquement l’arsenic. Les métaux sont absorbés par les racines puis transférés dans les parties aériennes où ils seront stockés en attente d’être transformés en composés volatils pour être évapotranspirés par la plante sous forme méthylée dans l’atmosphère. Ces composés relargués sont en général moins toxiques que les composés du sol absorbés par les racines de la plante. La décontamination se fait en continu tout au long de la vie de la plante. La pollution du sol devient une pollution de l’air car on ne fait qu’évaporer les polluants.

### Conclusion
La phytorémédiation peut être vue, comme une méthode de traitement des sols pollués, peu onéreuse et beaucoup plus respectueuse de l’équilibre naturel d’un biotope. Il est possible de l’utiliser en remplacement des techniques physico-chimiques ou bien en complément sur des sites de pollution aigüe. Cette utilisation des plantes révèle de nombreuses actions bénéfiques comme la prévention de l’érosion grâce au réseau racinaire, la décomposition des matières organiques par les micro-organismes associés, le cycle biogéochimique des éléments, restauration du cycle de l’eau mais avant tout la concentration/dégradation des polluants. La phytorémédiation ouvre la voie à une colonisation végétale des espaces urbains pollués rendant le paysage plus esthétique et agréable à vivre.

## Avantages et inconvénients
| Techniques                                        | Avantages | Inconvénients |
| ------------------------------------------------- | --- | --- |
| Atténuation naturelle contrôlée                   | - Aucune perturbation du site - Peu coûteux | - Pas une technique de dépollution en soi - Souvent trop lente pour être acceptable par l’administration - Monitoring régulier et prolongé                                                                                                   |
| Bioaugmentation                                   | - Dégradation des contaminants in situ - Minimum d'impact sur l’écosystème en surface - Minimum de production de déchets après traitement - Peu coûteux comparé aux techniques ex- situ                                                                           | - Processus assez lent |
| Biosparging et Bioventing                         | - Aérobie/anaérobie - Contaminants organiques - Coûts limités - Efficacité sur les polluants volatils résiduels et les huiles et lubrifiants du gazole | - Pas applicable aux fortes concentrations en contaminants - Lithologie homogène et perméable nécessaire - Assez lent - Moins efficace en cas de baisse de T°                                                                                |
| Biotertre                                         | - Efficace pour dégrader les polluants organiques - Rapport performances / coût compétitif - Fiabilité - Amélioration des qualités physiques des sols (parfois)                                                                                                   | - Techniques nécessitant l'excavation des sols - Rendements épuratoires diminués sur sols trop argileux - De nombreux paramètres à surveiller (nutriments, aération, etc.) - Trop fortes concentrations en ETM incompatibles avec le procédé |
| Utilisation des bactéries et des micro-organismes | - Adaptée aux sols hétérogènes - Nécessite ni excavation des sols, ni transport - Peu coûteux - Processus naturel | - Durée du traitement |
| Phytorémédiation                                  | - 100 à 10 000 fois moins chère que les traitements traditionnels - Les plantes peuvent être facilement surveillées - Méthode la moins destructrice - Récupération et réutilisation de métaux de valeur (des entreprises se spécialisent dans le « phytominage ») | - Lenteur de cette méthode - Surcoût dû au stockage de la biomasse contenant les produits dangereux - Installation assez lourde |